# دانشگاه ایوان کی
دانشگاه غیردولتی غیرانتفاعی ایوان‌کی با دریافت مجوز رسمی از وزارت علوم تحقیقات و فناوری در تاریخ ۱۳۸۳/۱۱/۱۷ تأسیس و در نیمسال اول سال ۱۳۸۴ با پذیرش دانشجو در رشته‌های عمران و نرم‌افزار کامپیوتر در مقطع کاردانی آغاز به کار نمود و در تاریخ ۱۳۹۴/۱۱/۱۵ توسط شورای گسترش آموزش عالی کشور و با موافقت وزارت علوم، تحقیقات و فناوری از عنوان مؤسسه به دانشگاه ارتقاء یافت. این دانشگاه در شهر ایوان‌کی از استان سمنان، در فاصله ۵۵ کیلومتری جنوب شرق تهران واقع شده‌است. در سال ۱۳۹۱ دانشگاه ایوان‌کی جزء هفت دانشگاه غیردولتی برتر کشور بود و بر اساس رتبه‌بندی وزارت علوم تحقیقات و فناوری دانشگاه ایوان‌کی در سطح یک (عالی) دانشگاه‌ها و موسسات عالی کشور قرار گرفته‌است.

## دانشکده‌ها

### ۱- دانشکده مهندسی عمران و معماری
۱-۱- گروه عمران
۲-۱- گروه معماری
۳-۱- گروه شهرسازی

### ۲- دانشکده مهندسی صنایع
۱-۲- گروه ایمنی صنعتی
۲-۲- گروه صنایع
۳-۲-  گروه سیستم‌ها

### ۳- دانشکده مهندسی برق، کامپیوتر و مکانیک
۱-۳- گروه برق و مخابرات
۲-۳- گروه مهندسی پزشکی
۳-۳- گروه کامپیوتر و فناوری اطلاعات
۴-۳- گروه مکانیک

### ۴- دانشکده علوم انسانی
۱-۴- گروه حسابداری و مالی
۲-۴- گروه مدیریت
۳-۴- گروه تربیت بدنی و علوم ورزشی
۴-۴- گروه روانشناسی
۵-۴- گروه حقوق

## مقاطع تحصیلی
1. کاردانی پیوسته
2. کاردانی ناپیوسته
3. کارشناسی ناپیوسته
4. کارشناسی پیوسته
5. کارشناسی ارشد
6. دکتری

## رشته‌های تحصیلی

### کاردانی پیوسته
- ساختمان - کارهای عمومی ساختمان
- ساختمان - اجرای ساختمان‌های بتنی
- الکتروتکنیک - برق صنعتی
- الکترونیک-رادیو و تلویزیون
- الکترونیک - الکترونیک عمومی
- کامپیوتر - نرم‌افزار کامپیوتر
- نقشه‌کشی عمومی - نقشه‌کشی و طراحی صنعتی
- معماری - نقشه‌کشی معماری
- حسابداری - حسابداری بازرگانی
- امور اداری

### کاردانی ناپیوسته
- کاردان فنی عمران - ساختمان‌های بتنی
- کاردان فنی عمران - کارهای عمومی ساختمان
- کاردان فنی عمران - زیرسازی راه
- علمی کاربردی شهرسازی
- کاردان فنی برق - قدرت
- کاردان فنی برق - الکترونیک
- علمی کاربردی مخابرات - ارتباط داده‌ها
- علمی کاربردی کامپیوتر - نرم‌افزار
- علمی کاربردی کامپیوتر - سخت‌افزار
- کاردان فنی صنایع
- معماری
- تربیت بدنی و علوم ورزشی

### کارشناسی ناپیوسته
- مهندسی تکنولوژی الکترونیک
- مهندسی تکنولوژی برق قدرت
- مهندسی اجرایی عمران
- مهندسی تکنولوژی نرم‌افزار کامپیوتر
- ایمنی صنعتی و محیط کار
- معماری
- حسابداری
- مدیریت صنعتی
- مدیریت دولتی
- مدیریت بازرگانی
- تربیت بدنی و علوم ورزشی

### کارشناسی پیوسته
- مهندسی عمران
- مهندسی صنایع
- مهندسی مکانیک
- مهندسی برق
- مهندسی پزشکی
- مهندسی کامپیوتر نرم افزار
- مهندسی فناوری اطلاعات
- مهندسی معماری
- مهندسی ایمنی صنعتی
- مهندسی مدیریت پروژه
- معماری داخلی
- علوم تربیتی
- حسابداری
- حقوق
- مشاوره
- روانشناسی
- مدیریت بازرگانی
- مدیریت صنعتی
- مدیریت مالی
- مدیریت دولتی
- مدیریت امور بانکی
- مدیریت بیمه
- مدیریت کسب و کارهای کوچک
- علوم مهندسی
- علوم ورزشی

### کارشناسی ارشد
- مهندسی عمران - مهندسی و مدیریت ساخت
- مهندسی عمران - سازه
- مهندسی عمران - مهندسی زلزله
- مهندسی مکانیک - مکاترونیک
- مهندسی مکانیک - طراحی کاربردی
- مهندسی صنایع - بهینه‌سازی سیستم‌ها
- مهندسی صنایع - سیستم‌های کلان اقتصادی اجتماعی
- مهندسی صنایع - مدیریت مهندسی
- مهندسی فناوری اطلاعات - مدیریت سیستم‌های اطلاعاتی
- مهندسی کامپیوتر - هوش مصنوعی و رباتیکز
- مهندسی برق - سیستم‌های الکترونیک و دیجیتال
- مهندسی معماری
- معماری داخلی
- مدیریت پروژه و ساخت
- مدیریت ورزشی - مدیریت بازاریابی در ورزش
- مدیریت ورزشی - مدیریت راهبردی در سازمان‌های ورزشی
- مدیریت ورزشی - مدیریت اوقات فراغت و ورزشهای تفریحی
- مدیریت مالی
- مدیریت دولتی - توسعه منابع انسانی
- مدیریت صنعتی - مدیریت پروژه
- روانشناسی عمومی

### دکتری
- مهندس صنایع - سیستم‌های کلان
- آینده پژوهی
- تربیت بدنی - مدیریت ورزشی

## امکانات دانشگاه
دانشگاه ایوانکی دارای دو مجتمع می‌باشد؛ مجتمع مرکزی آن در زمینی به مساحت ۱۰.۰۰۰ مترمربع قرار گرفته و پردیس دانشگاه با فاصله ای سیصدمتری از مجتمع مرکزی در زمینی به مساحت ۴۰.۰۰۰ مترمربع قرار دارد.
ازجمله ویژگی‌ها و امکانات دانشگاه ایوان‌کی می‌توان به موارد زیر اشاره نمود:
- دارای حدود ۸۰ عنوان کارگاه و آزمایشگاه تخصصی مجهز و به‌روز با قابلیت ارائه خدمات کارگاهی و آزمایشگاهی به سایر مؤسسات آموزش عالی و شهرک‌های صنعتی منطقه
- برخوردار از مرکز همایش‌های به‌روز و مجهز با ظرفیت حدود ۳۰۰ نفر با قابلیت برگزاری همایش‌ها، نشست‌ها، مسابقات و …
- برخوردار از فضای ورزشی و تفریحی مناسب و متناسب در مساحتی بالغ بر ۱۳.۰۰۰ مترمربع
- دارای کتابخانه مجهز با بیش از ۵.۰۰۰ عنوان کتاب و ۳.۰۰۰.۰۰۰ عنوان کتاب الکترونیک
- امکان دسترسی به اینترنت با سرعت بالا با پهنای باند Mb/S 100 و بیش از ۲۰ پایگاه اطلاعات علمی داخلی و بین‌المللی نامحدود
- برخوردار از ۱۵ کانون فرهنگی - هنری و انجمن علمی دانشجویی فعال
- امکان برگزاری دوره‌های آزاد، مسابقات و بازدیدهای علمی و برنامه‌های فرهنگی ورزشی به‌صورت دوره‌ای و منظم
- دارای موسسه انتشارات دانشگاهی با سابقه چاپ بیش از یک‌صد عنوان کتاب علمی
- بهره‌مندی از سالن غذاخوری با مساحت ۱۵۰۰مترمربع در سه طبقه
- برخوردار از سرویس تردد روزانه و مستمر بین میادین اصلی تهران، کرج، اسلامشهر و شهر ری تا ایوان‌کی
- دارای امکانات رفاهی شامل بوفه، نمازخانه، انتشارات و ... در هر دو مجتمع

## موسسات منحل شده
از طرف وزارت علوم، تحقیقات و فناوری مدیریت و ساماندهی وضعیت دانشجویان  چهار موسسه غیردولتی غیرانتفاعی منحل شده (موسسه آموزش عالی آرادان، موسسه آموز ش عالی زرندیه، موسسه آموزش عالی علم گستر مهاجران و پژوهشگاه شاخص پژوه) به دانشگاه ایوان‌کی محول شده است.